# Playfish
Playfish Ltd. était une société de créations de jeux sociaux. Playfish a été fondé en 2007 par Kristian Segerstrale, Sébastien de Halleux, Sami Lababidi, et Shukri Shammas. Elle fut la propriété de Electronic Arts de 2009 à 2013, jusqu'à sa fermeture. En octobre 2008, l'entreprise comptait 17 millions de dollars de capital risque, financé par Accel Partners, Index Ventures et Stanhope Capital.
Who has the Biggest Brain? fut le premier jeu à succès de la compagnie. Il fut également l'un des premiers jeux sur Facebook à attirer des millions de joueurs quotidiens, et permit à la compagnie de lever les fonds nécessaires pour produire d'autres jeux. En 2009, on comptait que plus de 150 millions de jeux Playfish avaient déjà été installés par des millions d'utilisateurs du monde entier et sur des supports comme Facebook, MySpace, Google, Bebo, iPhone ou Android. 
Le lundi 9 novembre 2009, Electronic Arts annonça l'acquisition de Playfish pour 275 millions de dollars, pour l'intégrer à sa branche EA Interactive.
L'entreprise possédait quatre bureaux dans le monde (Londres, Pékin, San Francisco et Tromsø en Norvège), avec une infrastructure technique des plus légère et décentralisée. 
Le 14 juin 2013, les jeux Playfish sur Facebook encore en activité (Pet Society, The Sims Social, SimCity Social) ont été suspendus de manière définitive à la suite de la fermeture des studios de Londres et Pékin un peu auparavant, EA ayant déclaré qu'il préférait "réaffecter les ressources à d'autres projets". Le studio ferme discrètement ses portes dans le courant de l'année 2013. Le site web du studio est également fermé.

## Jeux développés
- Pet Society (du 8 août 2008)
- Crazy Planets (depuis le 1er juillet 2009)
- EA Sports FIFA Superstars (depuis le 10 juin 2010)
- Madden NFL Superstars (depuis le 31 août 2010)
- Monopoly Millionnaires (depuis le 31 janvier 2011)[7]
- World Series Superstars (depuis le 30 mars 2011)
- The Sims Social (depuis le 9 août 2011)
- RISK: Factions (depuis 2011)
- Restaurant City (du 28 avril 2009 au 29 juin 2012)[8]
- Who Has The Biggest Brain? (du 18 décembre 2007 au 30 septembre 2011)
- Word Challenge (du 1er mai 2008 au 30 septembre 2011)
- Bowling Buddies (du 8 mai 2008 au 30 septembre 2011)
- Geo Challenge (du 22 septembre 2008 au 30 septembre 2011)
- Minigolf Party (du 27 janvier 2009 au 27 janvier 2010)
- Country Story (du 29 juillet 2009 au 1er décembre 2011)
- Quiztastic! (du 14 août 2009 au 4 mars 2010)
- Poker Rivals (du 7 décembre 2009 au 7 juin 2011)[9]
- Gangster City (du 26 janvier 2010 au 7 juin 2011)
- Hotel City (du 26 mars 2010 au 30 septembre 2011)[10]
- My Empire (du 1er juin 2010 au 30 septembre 2011)
- Pirates Ahoy! (du 10 août 2010 au 7 juin 2011)